# Франсуа Аполло
Франсуа Аполло (фр. François Apollot; ? — 2 травня 1945, Берлін) — французький доброволець військ СС, легіон-обершарфюрер СС. Кавалер Лицарського хреста Залізного хреста.

## Біографія
На початку Другої світової війни служив на борту лінкора «Прованс». Після того, як британці здійснили операцію «Катапульта», розлючений за загибель товаришів Аполло перейшов добровольцем в крігсмаріне, служив у 28-му дивізіоні кадрового суднового складу. У вересні 1944 року перейшов у війська СС. Під час битви за Берлін знищив 6 радянських танків. Вбитий радянським снайпером під час оборони будівлі Імперського міністерства авіації.

## Нагороди
- Залізний хрест 2-го і 1-го класу
- Лицарський хрест Залізного хреста (29 квітня 1945) — як легіон-унтершарфюрер СС і командир взводу 33-ї гренадерської дивізії СС «Шарлемань»; вручений Вільгельмом Монке.